# Liriope muscari
Liriope muscari é uma espécie de planta da família Asparagaceae nativa do leste da Ásia. Essa pequena herbácea, com folhagem verde-musgo que se assemelha na forma ao capim, apresenta flores lilás-púrpura que produzem, sobretudo no outono, bagas de semente única numa espiga.
Popularmente, é conhecida como liríope ou capim-lírio. É bastante utilizada na jardinagem como planta ornamental.